# Isola di Hovgaard
Hovgaard Island è una grande isola disabitata del Mare della Groenlandia, in Groenlandia. L'isola prese il nome da Andreas Hovgaard, un esploratore polare e ufficiale della marina danese che condusse una spedizione nel mare di Kara sul piroscafo Dijmphna nel 1882-83.
Il clima polare prevale nell'isola di Hovgaard. La temperatura media annuale della zona è di -17 °C. Il mese più caldo è luglio quando la temperatura media raggiunge -2 °C e il più freddo è febbraio quando la temperatura scende a -29 °C.